# Llinars del Vallès
Llinars del Vallès település Spanyolországban, Barcelona tartományban. Lakosainak száma 10 740 fő (2024).

## Földrajza
Llinars del Vallès Sant Pere de Vilamajor, Santa Maria de Palautordera, Vilalba Sasserra, Dosrius, La Roca del Vallès, Cardedeu és Sant Antoni de Vilamajor községekkel határos.

## Népesség
A település lakosságának változását az alábbi diagram mutatja:
| Lakosok száma | 524  | 1282 | 1897 | 2230 | 4975 | 7834 | 9035 | 9536 | 9938 | 10 740 |
|               | 1717 | 1887 | 1936 | 1960 | 1986 | 2004 | 2009 | 2014 | 2019 | 2024   |